# Cosmia trapezina
Cosmia trapezina là một loài bướm đêm trong họ Noctuidae.

## Hình ảnh

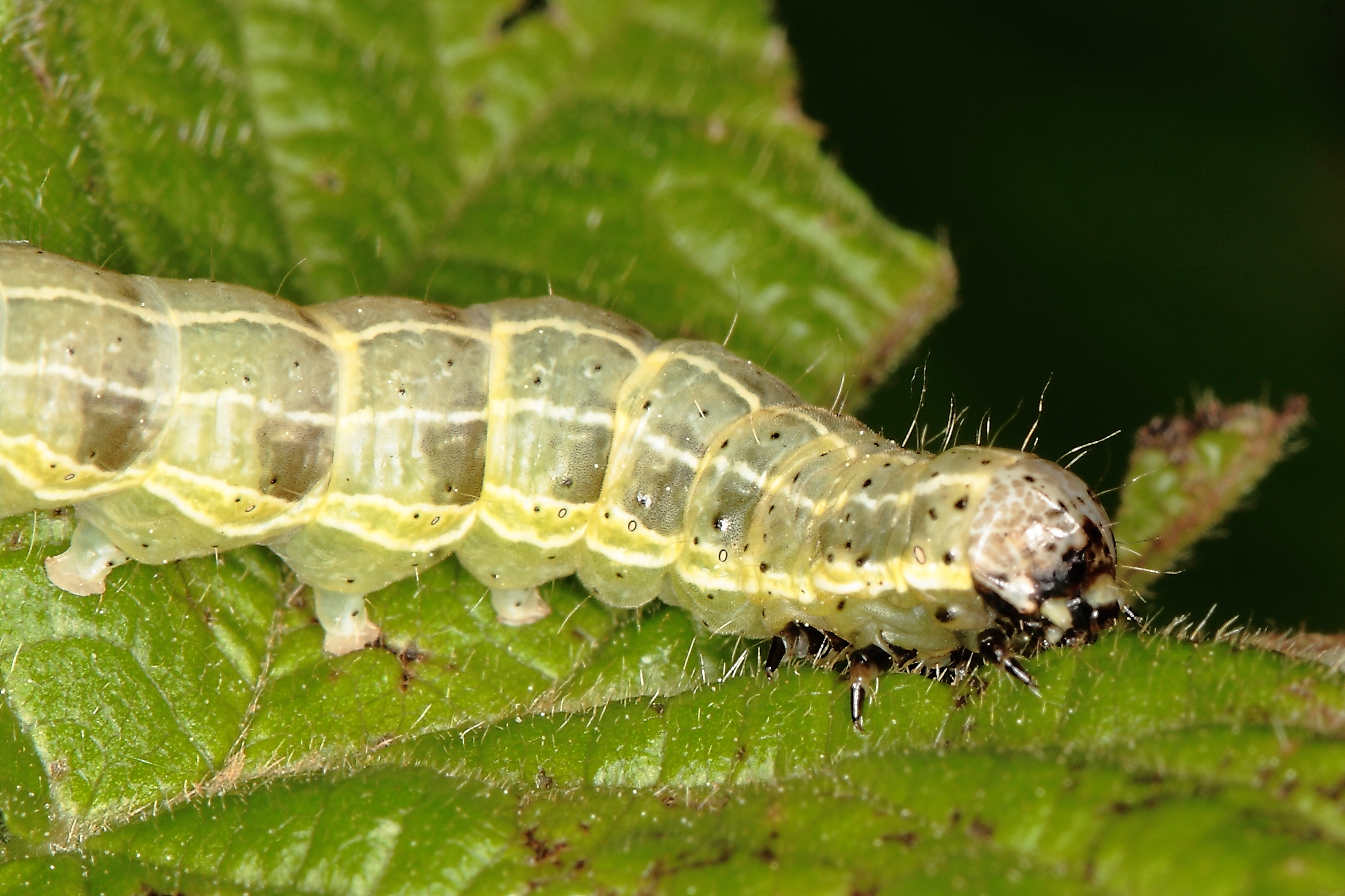
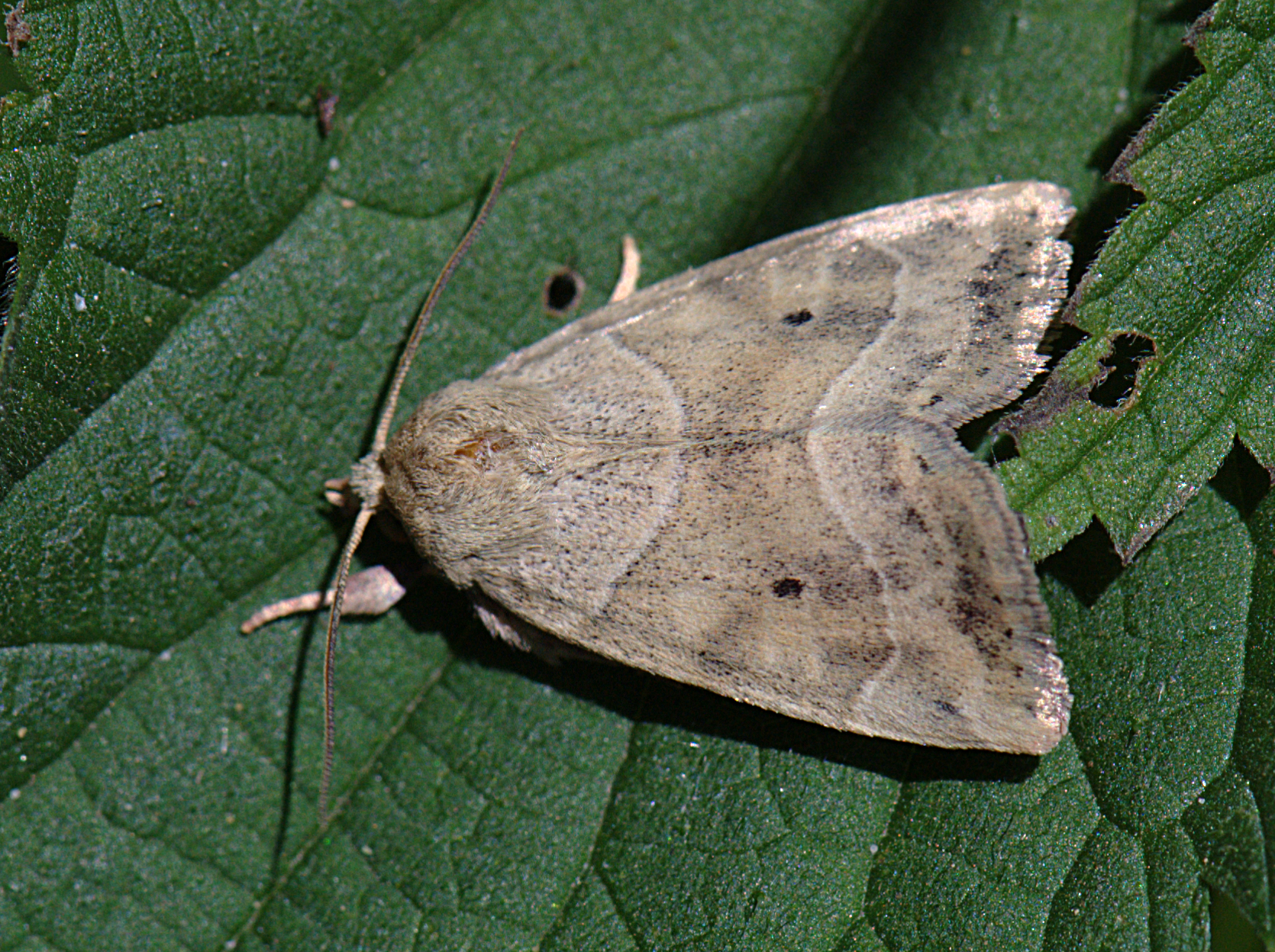
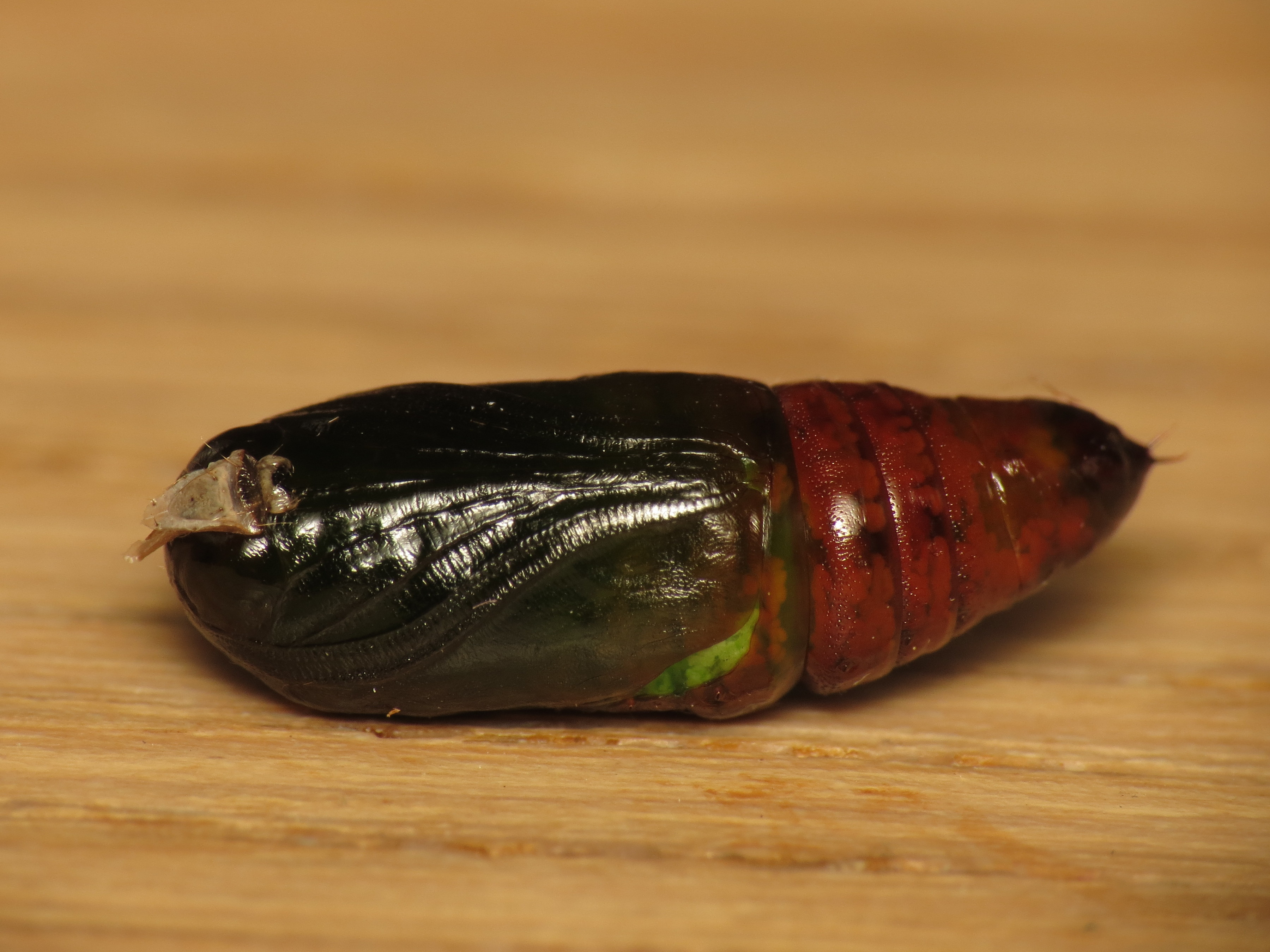
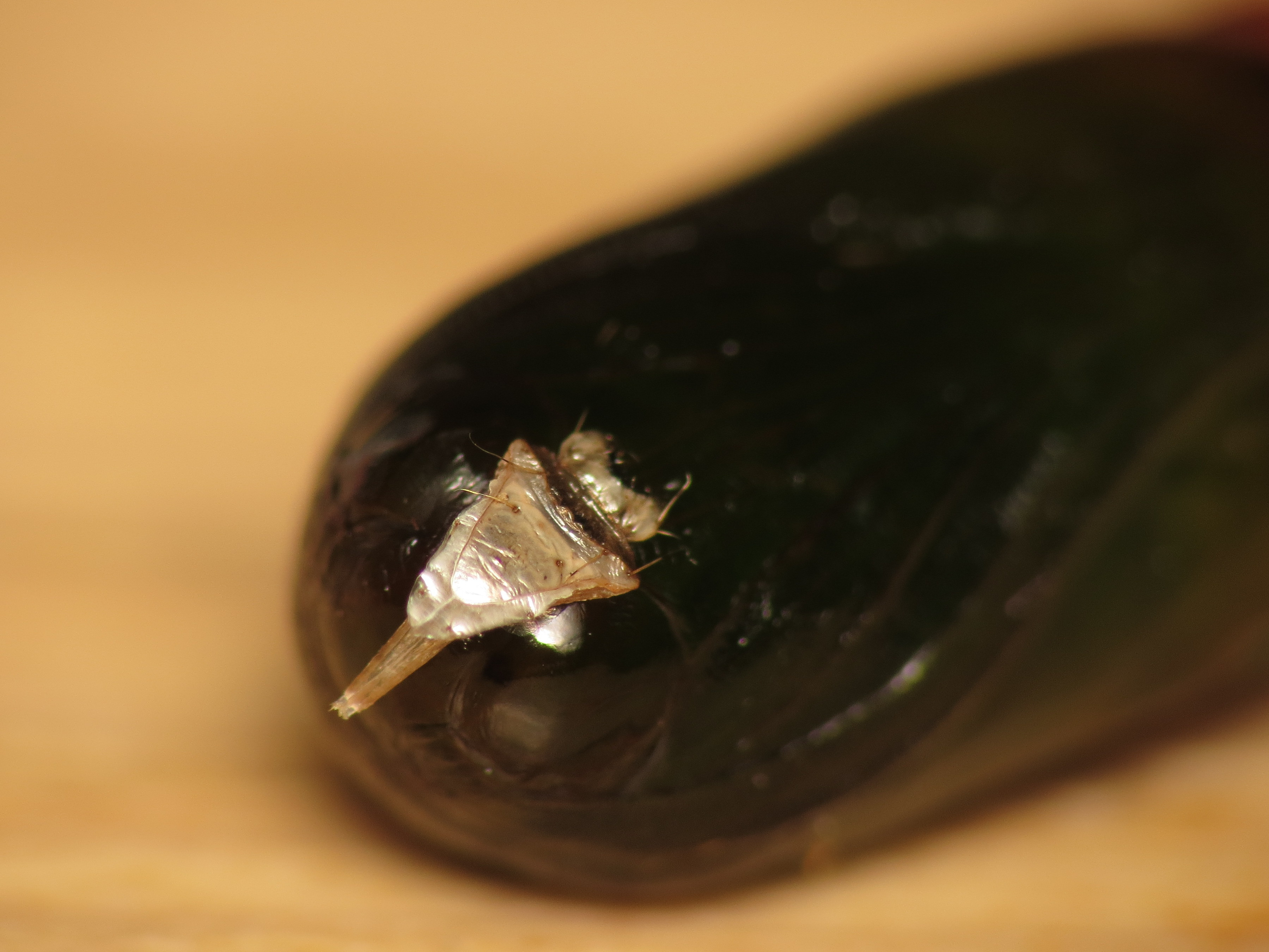